# Rhytidoponera borealis
Rhytidoponera borealis är en myrart som beskrevs av W. C. Crawley 1918. Rhytidoponera borealis ingår i släktet Rhytidoponera och familjen myror. Inga underarter finns listade i Catalogue of Life.